# وثائق وقفية
وثائق وقفية أو الوثائق الوقفية، هي طريقة شرعية لحماية الوقف وصونه من التعدي والضياع، كما أنها سجل لحفظ الحضور التاريخي للأمة والمشاركات الحضارية والمنجزات الإنسانية التي حققتها، والعمران النافع الذي شيّدته، وتتمتع الوثائق الوقفية بصفات مهمة، تجعلها حجة ومصدراً في الدراسات، ووسيلة إلى الولوج في الدراسات التاريخية، وللوثائق الوقفية أركان، أهمها: الواقف، والصيغة، الموقوف، الموقوف عليه –مصروف الوقف، ويعود أول ظهور للوثائق الوقفية في التاريخ الإسلامي، إلى عهد الصحابة، ثم تطور التوثيق الوقفي وازدهر في العهدين الأموي والعباسي، بسبب بداية حركة التدوين، وفي عهد الدولتين الأيوبي والمماليك، كثرت الأحباس، مما أدّى إلى انتشار الحجج الوقفية، خاصة مع التطور الفقهي لعلم الوثائق والشروط، وأما في العهد العثماني، فإن دفاتر التحرير العثمانية، حفظت لنا ما يثبت دورها في ترسيخ نظام التوثيق الوقفي، إذ وضعت القوانين التي تنظم الأحباس ووضعت طرقاً لتوثيقها، وفي العصر الحديث، ظهرت طرق حديثة لإثبات الوقف، أو الإشهاد عليه، بسبب تنوع طرق الاستثمار الوقفي المعاصر.

## مفهوم الوثائق الوقفية
هي الصك أو السجل أو المحضر، الذي يكتب فيه الواقف عقد وقفه، ويبين فيه عقاراته الموقوفة وحدودها والجهة الموقوف عليها، وشروطه في مصارف الغلة، وإدارة الوقف، أي التولية عليه، وإرادة الواقف فيه استحقاقاً وتوليه، وفي المنظور الفقهي: هي (الحجَّة)، التي تحرر فيها إرادة الواقف على أنها دستور، يجب الرجوع إليها في كل صغيرة وكبيرة من شئون الوقف، وما يرتبط به من أنشطة ومؤسسات وأعمال مختلفة.

## أركان الوثيقة الوقفية
1. الواقف: وتظهر أهمية هذا العنصر في التأكد من توافر الشروط الشرعية والقانونية في الواقف، ككونه مالكاً للمال الذي يريد وقفه، وأهليته للتصرف فيه،[7] ويستحسن التصريح بأهليته؛ لذا بعض الوثائق القديمة يذكر فيها القاضي أو الموثق بعد ذكر اسم الواقف: إنه حر، بالغ، عاقل، غير محجور عليه، إلى غيرها من الصفات التي تفيد صلاحيته للتبرع بماله.[8]
2. الصيغة: ويقصد بها: ما صدر عن الواقف من لفظ أو ما يقوم مقامه من فعل، دالاً على إرادة الوقفية،[9] واللفظ قد يكون صريحاً، مثل: وقفت، وحبست، وسبلت، ويتم به الوقف دون حاجة إلى قرينة، وقد يكون كناية، مثل: تصدقت، حرمت، ولا يتم به الوقف، إلا إذا اقترن بقرينة تزيل الاشتراك، كقوله: صدقة لا تباع، ولا توهب ولا تورث.[10]
3. الموقوف: ويقصد به: المحل الذي يرد عليه الوقف، ويجب على الموثق، سواءً أكان القاضي أم غيره، أن يعرف به تعريفا نافيا للجهالة؛ ليتميز هذا المحل وهو الموقوف عن غيره ومن ثم لا يختلط به، وقطعاً للنزاع، وليتسنى التحقق من توافر الشروط الشرعية والقانونية فيه.[11]
4. الموقوف عليه "مصروف الوقف": ويقصد به: الجهة التي يصرف إليها ريع الوقف.
5. الشروط الجعلية للواقف: ويقصد بها: الشروط التي يضعها الواقف في وثيقة الوقف؛ لتكون قانوناً يعمل بما جاء فيها في ذلك الوقف.[12]
6. الكاتب والشهود: ينبغي أن تتضمن الوثيقة ذكر الكاتب، والشهود إذا وجدوا، والتعريف بهما، وذلك بذكر الاسم، والنسب، والبلد؛ إذ في ذلك زيادة في حجة الوثيقة الوقفية بالإشهاد عليها.[7]

## الحكمة من مشروعية توثيق الوقف
1. الأثر الكبير في حفظ أصل الوقف من الضياع مع مرور الزمن، من أن تمتد إليه أيدي المغتصبين، وصيانته والنهي عن إضاعته.[13]
2. تحقيق الاستقرار في التعاملات، ورفع الارتياب، وقطع النزاع الذي قد يحصل، لا سيما مع مرور الزمن حول مصارف الوقف، ونظارته والشروط الجعلية للموقف، وسائر ما يلزم مما هو موثق في صك الوقف؛ إذ يمكن الرجوع للوثيقة لبيان ذلك، فترتفع الريبة، وتقطع المنازعة، وتضبط التصرفات من التغيير والأهواء.[3]
3. حصر كلام الواقف ٕواجراءاته به لدى الموثق من قاض أو غيره، فلا يزيد فيه ولا ينقص من غير مسوغ.[9]
4. توطيد السلامة في إجراء التصرفات، بالالتزام بالقواعد الشرعية والقانونية، والتحرز عن التصرفات المخالفة؛ إذ توثيق الوقف لدى شخص معتبر شرعاً، إبعاد له عن المخالفة وعما يفسده أو يجعله ناقصاً، ويطمئن الواقف على وقفه الذي تمت فيه مراعاة الضوابط الشرعية والسلامة من الخلل والنقص.[13]
5. يسهل على الموثق من قاض أو غيره السير في الإنهاء والطلب، ويذكره عند النسيان، فلا يعيد إجراء سبق كسماع بينة ونحو ذلك، فيتذكر ما اتخذه من الإجراءات وما بقي منها.[9]

## أول وثيقة وقفية في الإسلام
أول وثيقة وقفية في العالم الإسلامي، هي وثيقة عمر بن الخطاب، فقد روى البخاري أن عمر أصاب أرضاً بخيبر، فأتى النبي ﷺ، يستأمره فيها، فقال: يا رسول الله: "إني أصبت أرضاً بخيبر، لم أصب مالاً قط أنفس عندي منه، فما تأمرني به؟ قال: إن شئت حبَّست أصلها وتصدَّقت بها"، وقد روى وثيقة هذا الوقف أبو داوود عن صدقة عمر بن الخطاب، قال: " نسخها لي عبدُ الحميد بن عبد الله بن عبد الله بن عمر بن الخطاب: بسم الله الرحمن الرحيم، هذا ما كتبَ عبدُ الله عُمَرُ في ثَمْغٍ، فقصَّ مِن خبَرِه نحوَ حديثِ نافعٍ، قال: غيرَ مُتأثِّلٍ مالاً، فما عفا عنه من ثمرِه فهو للسائل والمحروم، قال: وساق القصةَ، قال: وإن شاءَ وليُّ ثَمْغٍ اشترى من ثمرِه رقيقاً لعمَلِه وكتب مُعَيْقيبُ، وشهدَ عبدُ الله ابن الأرقَمِ: بسم الله الرحمن الرحيم، هذا ما أوصى به عبدُ الله عمرُ أميرُ المؤمنين إن حَدَثَ به حَدَثٌ، أن ثمغاً وصِرْمَةَ ابنِ الأكْوَعِ والعبدَ الذي فيه، والمئةَ سهْمٍ التي بخيبرَ ورقيقَه الذي فيه، والمئةَ التي أطعمَه محمد ﷺ بالوادي، تليه حفصةُ ما عاشَتْ، ثم يليه ذو الرأيِ من أهلِها: أن لا يُباعَ ولا يُشتَرى، ينفقُه حيثُ رأى مِن السائلِ والمحرومِ وذي القُربَى، ولا حَرَجَ على مَن وَلِيَهُ إن أكَلَ، أو آكَلَ، أو اشترى رقيقاَ منه.
وقد ذكر أبو داوود لعمر ابن الخطاب وثيقتين، ونسخ عبد الحميد كلتيهما، والظاهر أن الوقفية الأولى كُتبت في عصر النبي ﷺ، والوثيقة الثانية كُتبت في خلافة عمر.

## نماذج من الوثائق الوقفية

### أولاً: الوثائق الوقفية في عهد الصحابة
تُعد وثيقة عمر ابن الخطاب، النموذج المُتَّبَع في الوثائق الوقفية، التي كتبها بعض الصحابة فيما بعد، حيث اعتبروها أصلاً وسنة يتبعونها في كتابة صدقاتهم، ومن ذلك على سبيل المثال:

#### وقفية عثمان بن عفان
رواها الواقدي عن فروة بن أذينة قال: "رأيت كتاباً عند عبد الرحمن بن أبان بن عثمان فيه: "بسم الله الرحمن الرحيم ، هذا ما تصدق به عثمان بن عفان في حياته تصدق بماله الذي بخيبر يدعى مال ابن أبى الحقيق على ابنه ابان بن عثمان صدقة بتله لا يشترى أصله أبدا ولا يوهب ولا يورث شهد على بن أبى طالب، وأسامة بن زيد وكتب.

#### وقفية على بن أبى طالب
وفيها: "بسم الله الرّحمن الرّحيم هذا ما تصدّق به عبد الله علىّ أمير المؤمنين. تصدّق بالضّيعتين المعروفتين بعين أبى نيزر والبغيبغة، على فقراء المدينة وابن السبيل، ليَقَي الله بهما وجهه حرّ النار يوم القيامة؛ لا تباعا ولا تورثا، حتّى يرثهما الله، وهو خير الوارثين؛ إلّا أن يحتاج إليهما الحسن أو الحسين، فهما طلق لهما، وليس، لأحد غيرهما".

#### وقفية الأرقم بن أبي الأرقم
عن عثمان بن الأرقم، قال: أسلم أبي سابع سبعة، وكانت داره بمكة على الصفا، وهي: الدار التي كان رسول الله ﷺ، يكون فيها في أول الإسلام، وفيها دعي الناس إلى الإسلام، وأسلم فيها خلق كثير، وقال ليلة الاثنين فيها: «اللهم أعز الإسلام بأحب الرجلين إليك: عمر بن الخطاب، أو عمرو بن هشام». فجاء عمر بن الخطاب من الغد بكرة، فأسلم في دار الأرقم وخرجوا منها وكبروا وطافوا بالبيت طاهرين، فدعيت دار الأرقم دار الإسلام، وتصدق بها الأرقم على ولده، فقرأت نسخة صدقة الأرقم بداره: «بسم الله الرحمن الرحيم، هذا ما قضى الأرقم في ربعه ما حاذى الصفا، إنها محرمة بمكانها من الحرم، لا تباع ولا تورث، شهد هشام بن العاص، وفلان مولى هشام بن العاص».

#### وقفية الزبير بن العوام
ومن الصحابة أيضا، الذين كتبوا صدقتهم الوقفية، الزبير بن العوام: وجاء فيها" وللمردودة من بناته أن تسكن غير مضرة ولا مضر بها، فإن استغنت بزوج فليس لها حق.
وقد ساعد على انتشار الوثائق الوقفية في هذا العصر؛ كثرة الكُتَّاب والموثقين من الصحابة، وقد اختص بعضهم بتوثيق الأوقاف وكتابة الصدقات، كالزبير بن العوام، وجهم بن الصلت، وحذيفة بن اليمان.

### ثانياً: الوثائق الوقفية في العهد الأموي
ازدهر علم التوثيق في القرن الثاني الهجري، بسبب بداية حركة تدوين الحديث والفقه، وهكذا تم جمع الوثائق الوقفية، ضمن المصنفات الحديثة، وبوَّبوا لكيفية التوثيق أبواباً، مثل:
ما ترجم البخاري، في كتاب الوصايا: "باب: الوقف كيف يكتب"؟. ومثل قول النسائي في كتاب الأحباس: "باب: كيف يكتب الحبس"؟، معتمدين في ذلك على الصيغ الوقفية التي كتبت في العهد النبوي وعصر الصحابة، وقد أُنشئ ديوان الأحباس في العصر الأموي، وهو ديوان خاص بتوثيق الأوقاف وتسجيله.
وقد ساعد على ضبط الأوقاف وتوثيقها في هذا العصر؛ ظهور الدواوين السلطانية، وهي سجلات يتم فيها تدوين المعلومات عن شؤون السلطنة وحقوقها وأعمالها وعمالها وجنودها وأموالها ووثائقها، وقد أنشأت عدّة دواوين مثل: ديوان الإنشاء، وديوان العطاء، وديوان الجند، وديوان الأحباس، وغيرها.
ومن الوثائق الوقفية، التي كتبت في العهد الأموي:
وثيقة تجديد بناء مسجد، عبد الله، ومما جاء فيها: "بسم الله الرحمن الرحيم، هذا كتاب أمر به القاضي عبد الرحمن بن عبد الله، وهو يومئذ يلي القضاء بين أهل مصر في صفر، سنة: 188هـ، بما ثبت عنده في المسجد الذي يقال له مسجد عبد الله، حيث رفع إلى القاضي عبد الرحمن بن عبد الله، نفر من جيرة هذا المسجد، أن المسجد قد رثّ وخِيف عليه، لانكسار خشبه وسقفه، واحتاج إلى العمارة والمرمَّة...الخ، فكُتبت ودُفع منها إلى من يرى، وكتاب إلى السكن ابن أبي السكن –المقيم بهذا المسجد-، وكتاب في ديوان القاضي عبد الرحمن بن عبد الله، وأشهد القاضي الشهود المُسمَّين في هذا الكتاب، وذلك في صفر سنة 188هـ.

### ثالثاً: الوثائق الوقفية في عهد العباسيين
أبدى بني العباس اهتماماً كبيراً بالأوقاف وتنعيتها وتنويعها وتوثيقها، وهذا ما عكسته النصوص الموثقة في المصادر الإسلامية، وفيما يلي نذكر نموذجاً للوثائق الوقفية وهو:

#### وثيقة الخليفة المعتصم بالله
ذكر الطبري في أحداث سنة: 223هـ -837م، أن الخليفة المعتصم بالله، جلس قبيل خروجه لفتح عمورية في دار العامة، وأحضر من أهل مدينة السلام قاضيها: عبد الرحمن بن إسحاق، وشعيب بن سهل، ومعهما ثلاثمائة وثمانية وعشرون رجلاً من أهل العدالة، فأشهدهم على ما وقف من الضياع، فجعل ثلثاً لولده، وثلثاً لله، وثلثاً لمواليه، وذلك يوم الاثنين لليلتين خلتا من جمادى الأولى، وهذا يعني أنه قد أوقف الثلث من جميع ما يملك وقفاً لله تعالى.

### رابعاً: الوثائق الوقفية في عهد الدولتين الأيوبية والمماليك
وفي عهد الدولتين الأيوبية والمماليك، كثُرَت الأحباس، مما أدَّى إلى انتشار الحجج الوقفية خاصة مع التطور الفقهي لعلم الوثائق والشروط، وقد حفظت لنا دفاتر التحرير العثمانية المدونة في القرن العاشر الهجري بعض الوثائق الوقفية، خاصة بأوقاف فلسطين ومؤرخة في سنوات: (577هـ و585هـ و 774هـ و 807هـ و831هـ و867هـ).
ومن هذه الوثائق الوقفية
وقفية السلطان قلاوون على الرباط في القدس، تاريخها سنة 681هـ، ووقفية الملك العادل أبي بكر بن أيوب على الحاجب الهكاري، ما دام مرابطاً بالقدس، ثم على أولاده وذريته، ما داموا مرابطين بالقدس..، وأُرخت الوقفية في المحضر سنة: (577هـ).
كما ظهرت في هذا العصر مجموعة من وثائق استبدال الأوقاف، حيث أحصاها أحد الباحثين بأرشيف وزارة الأوقاف المصرية، خاصة بالقرن العاشر الهجري، وهي مؤرخة ما بين 900هـ- 919هـ، وذكر منها ثلاث وسبعين وثيقة وقفية.

### خامساً: الوثائق الوقفية في عهد العثمانيين
تطور وازدهر الجانب التشريعي في مجال الأوقاف، في العهد العثماني، وظهرت قوانين تنظم الأحباس، وتضع لها طرقاً لتوثيقها، ووسائل لإثباتها، والأمثلة على ذلك كثيرة، وهنا نذكر نماذج على سبيل المثال:
مدونة محمد قدوري باشا (المتوفى: 1306هـ)، التي أطلق عليها "قانون العدل والإنصاف للقضاء على مشكلات الأوقاف"، كما صدر قانون "نظام إدارة الأوقاف"، سنة: 1280هـ، اشتمل على أحكام وإجراءات منها: تنظيم مسك القيود من قبل المسؤولين عن الأوقاف.
كما تم إنشاء جمعية الأوقاف في تونس، سنة: (1874م)، من قِبَل الوزير خير الدين، وذلك لتجميع الرسوم والعقود المتعلقة بالأحباس العامة والخاصة، ودفاتر إحصاء وجرد الأحباس.

### سادساً: الوثائق الوقفية في الرس
حرص أهل الرس مثل غيرهم على البذل في سبيل الوقف، وسد حاجات الناس والمساجد وإعانات للأئمة والمؤذنين والإصلاح والترميم وتعبئة القَرب والسُرج والصرف على حاجات الصائمين والقائمين والعاكفين وغيرهم.
وأوقاف أهل الرس كثيرة ومتنوعة لهم ولذرياتهم وللمسلمين وأبناء السبيل، مثل: أوقاف أسرة القرناس، وأوقاف أسرة العقيل، وأوقاف أسرة الجعويني وأوقاف أسرة العرزون وأوقاف أسرة العِذل وأوقاف أسرة الفواز وغيرها.

#### كُتاب الوثائق الوقفية في الرس
حظيت هذه الاوقاف بالاهتمام والتوثيق، في سجلات خاصة لحفظها من الضياع، من أبرز هؤلاء الكٌتاب: الشيخ قرناس بن عبدالرحمن، وهو أول من قام بكتابة تلك الأوقاف وتنظيمها عام 1249هـ، والشيخ ناصر بن سالم الضويان: نقل كل ما كتبه الشيخ قرناس، وأضاف إليه ما استجد من أوقاف بعده، وذلك في عام 1329هـ، والشيخ محمد بن إبراهيم الخربوش: نقل من سجل الشيخ ناصر بن سالم الضويان كل ما نقله من سجل قرناس، وأضاف إليه ما استجد من أوقاف بعده، في عام 1387هـ.

#### أبرز الوثائق الوقفية في الرس
1. الدباوية بالرويضة نصفها للعوف لولده الضرير وربع لورثة البزير عبدالله وريعه وقف لإلمام.
2. فاطمة بنت عقيل، شرت داراً ووقفتها فاطمة على عيالها الذكور والإناث.
3. علي المحمد الدعيجي وابن أخيه محمد الدعيجي، وقفوا ورثهم على عيالهم وما تناسلوا إلى آخرهم.
4. وغيرها من الوثائق التي تم تسجيلها وتوثيقها في سجلات وتم حصرها مؤخراً.[28]

### سابعاً: الوثائق الوقفية في العصر الحديث
تعتمد نظرية التوثيق الوقفي في العصر الحديث على الكتابة والشهادة، ولعل هاتين الوسيلتين، هما من أحسن طرق توثيق الأوقاف، قديماً وحديثاً.
ومن الأمثلة للوثائق الوقفية المعاصرة، وثيقة سليمان بن عبد العزيز الراجحي، وقد بُذِل في صياغتها، وتحسينها، وتطويرها جهدٌ كبير، فهي وثيقة شاملة لكل تفاصيل الوقف، من حيث شروط الواقف، وطريقة إدارة الوقف، ومكوناته، وتحديد مجلس نظارته، ومصارف غلّته، وغير ذلك من التفاصيل.

## وصلات خارجية
- الوثائق الوقفية؛ أهميتها ودورها
- الوثائق الوقفية في العالم الإسلامي